# Walk with Me (Jamelia)
Walk with Me è il terzo album della cantante inglese Jamelia, pubblicato dalla EMI nel settembre 2006. Dall'album sono stati estratti i singoli Something About You, Beware of the Dog e No More.

## Tracce
1. Something About You - 3:24 - (J. Davis, Soulshock, P. Biker)
2. Do Me Right (featuring Afrika Bambaataa) - 3:39 - (J. Davis, A. Bambaataa, M. Prime, H. Robinson, S. Albert, S. Barcelona, J. Harvath, R. Myers, S. Raskin)
3. Window Shopping - 3:38 - (J. Davis, M. Prime, H. Robinson
4. Know My Name - 3:28 - (J. Davis, K. Poole, Soulshock, P. Biker
5. No More - 2:54 - (J. Davis, S. Crichton, T. L. James, The Stranglers
6. Ain't A Love - 3:46 - (J. Davis, M. Prime, H. Robinson, J. Belmaati, M. Hansen)
7. La La Love - 3:38 - (Fraser T Smith, N. Woodford
8. Go - 3:26 - (J. Davis, Eg White
9. Get Up, Get Out - 3:18 - (J. Davis, Soulshock & Karlin
10. Beware of the Dog - 3:11 - (J. Davis, S. Crichton, T. L. James, K. Poole, Martin Gore)
11. Got It So Good - 3:36 - (J. Davis, M. Prime, H. Robinson
12. Hustle (featuring Sway) - 3:33 - (J. Davis, M. Prime, H. Robinson)